# Лимонов, Максим Андреевич
Макси́м Андре́евич Лимо́нов (29 мая 1989, Прокопьевск — 17 июня 2014, там же) — российский боксёр средней весовой категории. Выступал на профессиональном уровне в период 2007—2011 годов, владел титулом чемпиона России в среднем весе (2011).

## Биография
Максим Лимонов родился 29 мая 1989 года в городе Прокопьевске Кемеровской области. Уже в возрасте четырёх лет начал заниматься карате, тренировался в одном из местных спортивных клубов под руководством собственного отца Андрея Михайловича Лимонова. Недолгое время пробовал себя в тайском боксе, а в пятнадцать лет стал серьёзно заниматься классическим боксом. На любительском уровне стал кандидатом в мастера спорта.
На профессиональном уровне дебютировал в сентябре 2007 года в Екатеринбурге, подписав контракт с известным менеджером и промоутером Германом Титовым — своего первого соперника Алексея Невзорова победил техническим нокаутом во втором раунде. Придерживался крайне агрессивного стиля, нанося множество силовых ударов, часто вступал с соперниками в «рубку», бескомпромиссный обмен ударами с минимумом защитных действий, за что получил прозвище «Питбуль». Так, шесть из семи его первых поединков закончились досрочно нокаутами. Соперники были откровенно слабыми боксёрами.
В 2009 году, имея в послужном списке десять побед без единого поражения, Лимонов впервые выступил в США, где одержал победу техническим нокаутом над местным американским боксёром Скайларом Томпсоном. Год спустя вновь боксировал в Америке, на сей раз раздельным решением судей взял верх над американцем Джулиусом Фоглом, чемпионом США среди любителей. К началу 2011 года одержал уже 15 побед и благодаря череде удачных выступлений получил шанс оспорить вакантный титул чемпиона России в среднем весе. Другим претендентом стал Карен Аветисян — бой между ними продлился все десять раундов, и в итоге судьи единогласно отдали победу Лимонову, несмотря на нокдаун в последнем раунде.
Несмотря на успешную карьеру с 16 победами подряд и завоёванный титул чемпиона России, вскоре Лимонов принял решение завершить карьеру профессионального боксёра — во многом на это решение повлияла смерть отца, который в течение многих лет оставался для него главным источником мотивации. Отмечалось, что ранее у Лимонова неоднократно возникали проблемы с законом. Так, ещё в 2007 году он был признан виновным по статье 162 УК РФ (групповой разбой) и приговорён к условному наказанию. В 2012 году проходил как обвиняемый в уголовном деле по 112-й статье (умышленное причинение средней тяжести вреда здоровью), но сторонам удалось прийти к примирению. Летом 2013 года получил штраф в размере 80 тыс. рублей за нападение на сотрудника полиции (статья 318 УК РФ). В последнее время официально являлся безработным. При всём при том, следствию не удалось установить его связь с криминальными кругами города.
Убит 17 июня 2014 года во дворе своего дома в Прокопьевске — выходя из автомобиля, получил ранение в голову из огнестрельного оружия и скончался до приезда скорой помощи. Рядом с ним в машине находилась его девушка, она осталась невредимой, но лицо убийцы рассмотреть не смогла. Было возбуждено уголовное дело по части первой статьи 105 УК РФ, рассматривались различные версии произошедшего, в том числе возможность заказного убийства.